# Faro di Portoferraio
Il faro di Portoferraio è un faro marittimo del Mar Ligure sud-orientale che si trova presso il complesso architettonico del Forte Stella, nel centro storico di Portoferraio. Ad alimentazione elettrica e a ottica fissa, è dotato di una lampada alogena da 1000 W che emette tre lampi bianchi ogni 14 secondi della portata di 16 miglia nautiche. L'infrastruttura è provvista anche di una lampada LABI di riserva da 100 W della portata di 11 miglia nautiche.

## Storia
Il faro venne fatto edificare dai Lorena tra il 1788 e il 1789 per l'illuminazione notturna del tratto costiero della città, quando questa apparteneva al Granducato di Toscana. Il suo aspetto attuale è stato conferito da una ristrutturazione avvenuta nel 1915.

## Architettura
L'infrastruttura è costituita da una torre a sezione circolare, con doppia galleria interna, che si eleva all'angolo esterno del bastione nord-orientale del Forte Stella, struttura militare difensiva risalente al 1548.
La torre presenta strutture murarie rivestite in pietra e culmina con un coronamento sommitale con merlatura che poggia su archetti tondi. Sulla terrazza sommitale si trova un basamento in pietra, anch'esso a sezione circolare, sul quale poggia il tiburio della lanterna metallica.